# Tamás Szamuely
Tamás Szamuely (* 15. August 1971 in Budapest) ist ein ungarischer Mathematiker, der sich mit arithmetischer und algebraischer Geometrie befasst.
Szamuely studierte an der Eötvös-Loránd-Universität (Diplom 1994) und an der Universität Paris XI (Orsay) (DEA 1995) unter anderem bei Luc Illusie, Michel Raynaud und Jean-Louis Colliot-Thélène, bei dem er 1998 promoviert wurde (Ph. D., Titel der Dissertation: Sur la théorie des corps de classes pour les variétés sur les corps p-adiques). Von 1998 bis 2020 war er am Alfred Renyi Institut der Ungarischen Akademie der Wissenschaften in Budapest. 2012 habilitierte er sich dort (Doktortitel im ungarischen System). Seit 2019 ist er Professor an der Universität Pisa.
Er befasst sich mit dem Studium von Fundamentalgruppen und Galoisgruppen in arithmetischer und algebraischer Geometrie, geometrischer Klassenkörpertheorie, Motiven und motivischer Kohomologie, algebraischen Zyklen und rationalen und ganzzahligen Punkten auf algebraischen Varietäten.
2010 war er Gastprofessor an der University of Pennsylvania. Er war unter anderem Gastforscher am Isaac Newton Institute, der Universitäten Rom, Essen, der Universität Paris XI, der École normale supérieure und dem Institut Henri Poincaré.
2002 erhielt er den Preis für Nachwuchswissenschaftler der Ungarischen Akademie der Wissenschaften und 2009 deren Paul Turán Preis.

## Schriften
- Groupes de Galois de corps de type fini (d’après Pop). Séminaire Bourbaki, 923, Juni 2003
- mit Philippe Gille: Central Simple Algebras and Galois Cohomology. Cambridge Studies in Advanced Mathematics 101, Cambridge University Press 2006
- Corps de classes des schémas arithmétiques. Séminaire Bourbaki, 1006, März 2009
- Galois Groups and Fundamental Groups. Cambridge Studies in Advanced Mathematics 117, Cambridge University Press, 2009